# Elias Graff
Elias Graff (* 1575 in München; † 10. Oktober 1632 in Salzburg) war ein deutscher Jesuit und Theologe.

## Leben
Elias Graff trat 1591 in seinem 16. Lebensjahr in den Jesuitenorden ein. Er wirkte, nachdem er sein Studium beendet und seine Gelübde abgelegt hatte, zuerst längere Zeit als Prediger, war dann Superior in mehreren Professhäusern und wurde zuletzt Rektor des Jesuitenpensionats in Dillingen. Da er wegen seines Eifers gegen die Protestanten bekannt war, verließ er Dillingen beim Anmarsch der Schweden während ihres Feldzugs in Deutschland und zog sich nach Salzburg zurück, wo er am 10. Oktober 1632 im Alter von 57 Jahren starb.
Als theologischer Schriftsteller erwarb sich Graff durch seine Fehde gegen den berühmten protestantischen Prediger Georg Zeaemann in Kempten einen großen Ruf. Er erreichte diesen in seinen Streitschriften (Kemptisches Wundertier Georg Zeaemann oder Erzählung etlicher Wunder aus dessen Wunder-Spiegel, Dillingen 1626; Unhöflicher Abschied Georg Zeaemanns, Ingolstadt 1627; Echo oder Nachklang Zeaemannischer Betglocken, Dillingen 1628) aber weder an Scharfsinn noch an Grobheit.